# Premis del Sindicat Nacional de l'Espectacle de 1954
Els catorzens Premis Nacionals de Cinematografia concedits pel Sindicat Nacional de l'Espectacle corresponents a 1954 es van concedir el 30 de gener de 1955. Es va concedir únicament a les pel·lícules i no pas al director o als artistes, i es va distingir per la seva dotació econòmica. Aquest cop només es van premiar sis pel·lícules i va entregar un total d'1.800.000 pessetes, repartits un premi de 500.000 pessetes, un de 400.000 pessetes, un de 300.000 pessetes, un de 250.000 pessetes, un de 200.000 pessetes i un altre de 150.000 pessetes.
L'acte es va dur a terme al restaurant "Chipén" de Madrid. També es van premiar els curtmetratges Fiesta en Sevilla, Paisajes y bellezas de Salamanca i La corte de Felipe IV, amb dos accèssits a La Gran Canarias i Tarragona imperial. Els guions premiats foren Torrepartida de José María Benlloch i Alberto F. Galar, Pasaje a Venezuela de Fernando Merelo, Rafael J. Salvia i Ricardo Toledo, i Sin la sonrisa de Dios, de José Antonio de la Loma.

## Guardonats de 1954
| Categoria | Premi       | Pel·lícula premiada        | Director                   |
| --------- | ----------- | -------------------------- | -------------------------- |
| 1r. lloc  | 500.000 pts | Murió hace quince años     | Rafael Gil Álvarez         |
| 2n lloc   | 400.000 pts | Cómicos                    | Juan Antonio Bardem        |
| 3r lloc   | 300.000 pts | Todo es posible en Granada | José Luis Sáenz de Heredia |
| 4t lloc   | 250.000 pts | La patrulla                | Pedro Lazaga               |
| 5è lloc   | 200.000 pts | Cañas y barro              | Juan de Orduña             |
| 6è lloc   | 150.000 pts | Un caballero andaluz       | Luis Lucia Mingarro        |